# Nekrolog 1393
Nekrolog
◄◄
| ◄
| 1389
| 1390
| 1391
| 1392
| 1393 | 1394 | 1395 | 1396 | 1397 | ► | ►►
Weitere Ereignisse | Allgemeiner Nekrolog 1393
Die Beschreibung der verstorbenen Person sollte so kurz wie möglich gehalten sein und nur deren signifikante Tätigkeit(en) enthalten.
Neue Namen ggf. auch unter dem Geburts- und Sterbedatum, also etwa unter 1. Januar und im Geburts- und Sterbejahr (2024) eintragen (nur bei entsprechender großer Wichtigkeit). Für Beispiele siehe die schon vorhandenen Artikel.
Außerdem über die fünf zuletzt Verstorbenen, zu denen es einen ausreichend guten Artikel für eine Präsentation auf der Hauptseite gibt, nach der todesbedingten Überarbeitung der Artikel ggf. auch unter Wikipedia Diskussion:Hauptseite informieren und sie am besten auch in den anderen Wikipedia-Sprachversionen eintragen. Tipp: Regelmäßig bei news.google.de nach „ist tot“, „gestorben“ oder „verstorben“ suchen.
Wenn eine Person gestorben ist, gibt es viele Seiten zu dieser Person in der Wikipedia, die davon auch betroffen sind und entsprechend aktualisiert werden müssen. Beispiele: Namenübersichtsseite, Geburtsjahr, Geburtsort-Seiten und viele mehr.
Wie finde ich die betroffenen Seiten?
Im Suchfeld auf der linken Seite gibt man den Suchbegriff so ein: „Vorname Nachname“. Dann klickt man auf Volltext und alle Seiten mit entsprechendem Suchtext werden aufgerufen. Hier sieht man dann schnell, wo auch das Todesjahr Sinn macht oder sogar ein Teil des Artikels angepasst werden muss. Auch hilft das „Werkzeug“ auf der linken Seite sehr gut, um solche Seiten aufzufinden: „Links auf diese Seite“. Somit ist die Wikipedia wieder aktuell in allen Bereichen! Hinweis: bei Eintragung der Kategorie „Gestorben JAHR“ wird der Missbrauchsfilter 49 ausgelöst, was jedoch nicht schlimm ist. Siehe: Spezial:Missbrauchsfilter/49
Dies ist eine Liste von im Jahr 1393 verstorbenen bekannten Persönlichkeiten. Die Einträge erfolgen innerhalb der einzelnen Daten alphabetisch sortiert. Tiere sind im Nekrolog für Tiere zu finden.

## Februar
| Tag         | Name                             | Beruf, bekannt als                              | Alter | Beleg |
| ----------- | -------------------------------- | ----------------------------------------------- | ----- | ----- |
| 7. Februar  | Johann von Holzhausen            | Ratsherr und Bürgermeister in Frankfurt am Main |       |       |
| 9. Februar  | Johann I.                        | Herzog zu Mecklenburg-Stargard                  |       |       |
| 14. Februar | Elisabeth von Pommern            | böhmische Königin und Ehefrau Kaiser Karls IV.  |       |       |
| 22. Februar | John Devereux, 1. Baron Devereux | englischer Adeliger, Höfling und Militär        |       |       |

## März
| Tag      | Name             | Beruf, bekannt als         | Alter | Beleg |
| -------- | ---------------- | -------------------------- | ----- | ----- |
| 7. März  | Bogislaw VI.     | Herzog von Pommern-Wolgast |       |       |
| 20. März | Johannes Nepomuk | Priester und Märtyrer      |       |       |
| 30. März | Giacomo d’Itri   | italienischer Geistlicher  |       |       |

## April
| Tag       | Name                         | Beruf, bekannt als                        | Alter | Beleg |
| --------- | ---------------------------- | ----------------------------------------- | ----- | ----- |
| 4. April  | Florenz von Wevelinghoven    | Bischof von Münster und danach in Utrecht |       |       |
| 26. April | Dietrich von der Schulenburg | Bischof von Brandenburg (1365–1393)       |       |       |

## Mai
| Tag     | Name            | Beruf, bekannt als  | Alter | Beleg |
| ------- | --------------- | ------------------- | ----- | ----- |
| 21. Mai | Robert FitzPayn | englischer Adeliger |       |       |

## Juni
| Tag      | Name                                   | Beruf, bekannt als                                                | Alter | Beleg |
| -------- | -------------------------------------- | ----------------------------------------------------------------- | ----- | ----- |
| 6. Juni  | Go-En’yū                               | japanischer Kaiser                                                | 34    |       |
| 11. Juni | Jean I. de Bourbon, comte de La Marche | Graf von La Marche, Vendôme und Castres sowie Pair von Frankreich |       |       |

## Juli
| Tag      | Name                   | Beruf, bekannt als                                                | Alter | Beleg |
| -------- | ---------------------- | ----------------------------------------------------------------- | ----- | ----- |
| 10. Juli | Guillaume de Harsigny  | französischer Arzt                                                |       |       |
| 13. Juli | Helene von Beichlingen | Tochter von Burggraf Meinher V. und Gräfin Sophie von Schwarzburg |       |       |
| 14. Juli | Ibn Radschab           | islamischer Gelehrter und Rechtswissenschaftler                   |       |       |
| 25. Juli | Konrad von Wallenrode  | Hochmeister des Deutschen Ordens                                  |       |       |

## November
| Tag          | Name               | Beruf, bekannt als                                                  | Alter | Beleg |
| ------------ | ------------------ | ------------------------------------------------------------------- | ----- | ----- |
| 7. November  | Walram IV.         | Graf von Nassau-Wiesbaden-Idstein                                   |       |       |
| 29. November | Leon VI.           | letzter König von Kleinarmenien                                     |       |       |
| 30. November | Matthias von Janov | tschechischer Priester, Schriftsteller und Philosoph und Reformator |       |       |

## Dezember
| Tag          | Name             | Beruf, bekannt als                                   | Alter | Beleg |
| ------------ | ---------------- | ---------------------------------------------------- | ----- | ----- |
| 4. Dezember  | Friedrich        | Herzog von Bayern-Landshut aus dem Hause Wittelsbach |       |       |
| 5. Dezember  | Heinrich VI.     | Herzog von Sagan und herzoglich Glogau sowie Crossen |       |       |
| 13. Dezember | Wilhelm II.      | Herzog von Jülich                                    |       |       |
| 23. Dezember | Agnes von Hessen | Äbtissin des Katharinenklosters in Eisenach          |       |       |

## Datum unbekannt
| Tag | Name                               | Beruf, bekannt als                                                                | Alter | Beleg |
| --- | ---------------------------------- | --------------------------------------------------------------------------------- | ----- | ----- |
|     | Fa Ngum                            | erster Herrscher des laotischen Königreiches Lan Xang                             |       |       |
|     | Georg von Neuberg                  | Bischof von Chiemsee                                                              |       |       |
|     | Thomas Rushook                     | englischer Prälat                                                                 |       |       |
|     | Karsten Sarnow                     | deutscher Gewandschneider und Oppositionsführer                                   |       |       |
|     | Serafino de’ Serafini              | italienischer Maler                                                               |       |       |
|     | Heinrich II. von Sponheim-Bolanden | Graf aus dem Haus Sponheim, Klosterstifter, Begründer der Stadt Kirchheimbolanden |       |       |
|     | Siegfried von Venningen            | Reichsritter, Deutschmeister                                                      |       |       |
|     | Bertram Wulflam                    | Bürgermeister von Stralsund (1364–1391)                                           |       |       |